# Boris Livanov
Boris Livanov (en russe : Борис Николаевич Ливанов), né à Moscou (Empire russe) le 25 avril 1904 (8 mai 1904 dans le calendrier grégorien) et mort dans cette ville le 22 septembre 1972, est un acteur et metteur en scène soviétique. Artiste du peuple de l'URSS en 1948, il a été membre du théâtre d'art de Moscou de 1924 à 1972.

## Récompenses et distinctions
- Artiste émérite de la RSFSR (1933)
- Artiste du peuple de la RSFSR (1938)
- Artiste du peuple de l'URSS (1948)
- Prix Staline de 1re classe (1941), pour le rôle de prince Pojarski dans le film Minine et Pojarski (1939).
- Prix Staline de 1re classe (1942), pour le rôle de matelot Rybakov dans le spectacle du théâtre d'art Maxime-Gorki de Moscou Le Carillon du Kremlin de Nikolaï Pogodine.
- Prix Staline de 2e classe (1947), pour le rôle de capitaine Roudnev dans le film Le Croiseur Varyag (1946).
- Prix Staline de 1re classe (1949), pour le rôle de Roubtsov dans le spectacle du théâtre d'art Maxime-Gorki de Moscou Zelionaïa oulitsa d'Anatoli Sourov.
- Prix Staline de 1re classe (1950), pour le rôle de professeur Troubnikov dans le spectacle du théâtre d'art Maxime-Gorki de Moscou l'Ombre d'un autre de Constantin Simonov.
- Prix d'État de l'URSS (1970), pour les rôles au théâtre et au cinéma et les mises en scène des dernières années.
- Ordre de Lénine (1964)
- Ordre du Drapeau rouge du Travail (1937, 1948, 1954, 1971)
- Ordre de l'Insigne d'honneur (1938)
- médaille pour le vaillant travail pendant la Grande Guerre Patriotique 1941-1945

## Filmographie

### Acteur

#### Cinéma
- 1928 : Kastus Kalinovski de Vladimir Gardine : M. Starjinski
- 1928 : Octobre de Sergueï Eisenstein et Grigori Alexandrov : Terechtchenko
- 1929 : Bec d'or (Золотой клюв, Zolotoy klyuv) de Ievgueni Tcherviakov : Major Touchkov
- 1933 : Le Déserteur (Дезертир) de Vsevolod Poudovkine : Karl Renn
- 1933 : Annenkovchtchina (Анненковщина) de Nikolaï Beresnev : Ataman Annenkov
- 1935 : La Vie privée de Piotr Vinogradov (Частная жизнь Петра Виноградова) d'Alexandre Matcheret : Piotr Vinogradov (en tant que B.N. Livanov)
- 1936 : Doubrovski (Дубровский) d'Alexandre Ivanovski: Vladimir Doubrovski
- 1937 : Le Député de la Baltique (Deputat Baltiki) de Iossif Kheifitz et Alexandre Zarkhi : Micha Botcharov
- 1938 : Les Hommes de la mer (Балтийцы) d'Alexandre Feinzimmer : Commissaire Vikhoriev
- 1939 : Minine et Pojarski (Минин и Пожарский) de Vsevolod Poudovkine : le prince Pojarski
- 1945 : Innocents coupables (Bez viny vinovatye) de Vladimir Petrov : Grigori Mourov (en tant que B. N. Livanov)
- 1946 : Glinka (Глинка) de Leo Arnchtam : tsar Nicolas Ier
- 1946 : Le Croiseur Variague (Крейсер «Варяг») de Viktor Eisymont : capitaine Vsevolod
- 1947 : La Lumière sur la Russie (ru) (Svet nad Rossiyei) de Sergueï Ioutkevitch : Maïakovski
- 1949 : La Bataille de Stalingrad, 1re époque : Lt-gén. Rokossovski
- 1949 : La Bataille de Stalingrad, 2e époque : Lt-gén. Rokossovski
- 1950 : La Chute de Berlin : général Rokossovski
- 1953 : L'Amiral Ouchakov (Адмирал Ушаков) de Mikhaïl Romm : prince Grigori Potemkine
- 1955 : Mikhaïl Lomonossov : Mikhaïl Lomonossov
- 1958 : Aleksa Dundic (Олеко Дундич) de Leonid Loukov : Constantin Mamontov
- 1958 : Le Poème de la mer (Поэма о море) de Ioulia Solntseva : Ignat Fedortchenko
- 1959 : Capitaine de premier rang (Esimese järgu kapten) d’Alexandre Mandrykine : Lezvine
- 1959 : La Veille (Nakanoune) de Vladimir Petrov : Nikolaï Stakhov (en tant que B. Livanov)
- 1960 : Les Âmes mortes (Miortvye dushi) de Leonid Trauberg : Nozdriov
- 1960 : Le Musicien aveugle (Slepoï muzykant) de Tatiana Loukachevitch : oncle Maxime Yatsenko
- 1961 : Oleko Dounditch de Leonid Loukov: le général Mamontov
- 1966 : La Mort de l'escadre (Gibel eskadry) de Vladimir Dovgan : l'amiral Granatov
- 1967 : A teper sudi... : Bogoutovsky
- 1969 : Niveau de risque (Stepen riska) d'Ilya Averbakh : Sedov
- 1969 : Egor Boulytchev et les autres (Yegor Boulytchiov i drugiye) : Yegor Boulytchiov
- 1970 : Le Carillon du Kremlin (Kremlyovskie kuranty) de Viktor Gueorguiev : Anton Ivanovitch Zabeline

#### Courts-métrages
- 1924 : Morozko (Морозко) de Iouri Jeliaboujski : Morozko
- 1944 : Sindbad-morekhod : voix
- 1945 : La Dépêche disparue (Propavshaya gramota) de Valentina Brumberg, Lamis Bredis, Zinaïda Brumberg : Zaporozhets (voix)

#### Téléfilms
- 1967 : Le Carillon du Kremlin (Kremlyovskie kuranty) de Viktor Georgiev : Anton Ivanovich Zabelin

### Scénariste

#### Cinéma
- 1929 : La Rupture